# Janůvky
Janůvky (en allemand : Johnsdorf) est une commune du district de Svitavy, dans la région de Pardubice, en République tchèque. Sa population s'élevait à 65 habitants en 2024.

## Géographie
Janůvky se trouve à 13 km au sud-est de Svitavy, à 71 km au sud-est de Pardubice et à 161 km au sud-est de Prague.
La commune est limitée par Pohledy au nord-ouest, par Křenov au nord-est, par Březina au sud-est et par Rudná au sud-ouest.

## Histoire
La première mention écrite du village date de 1308.

## Galerie

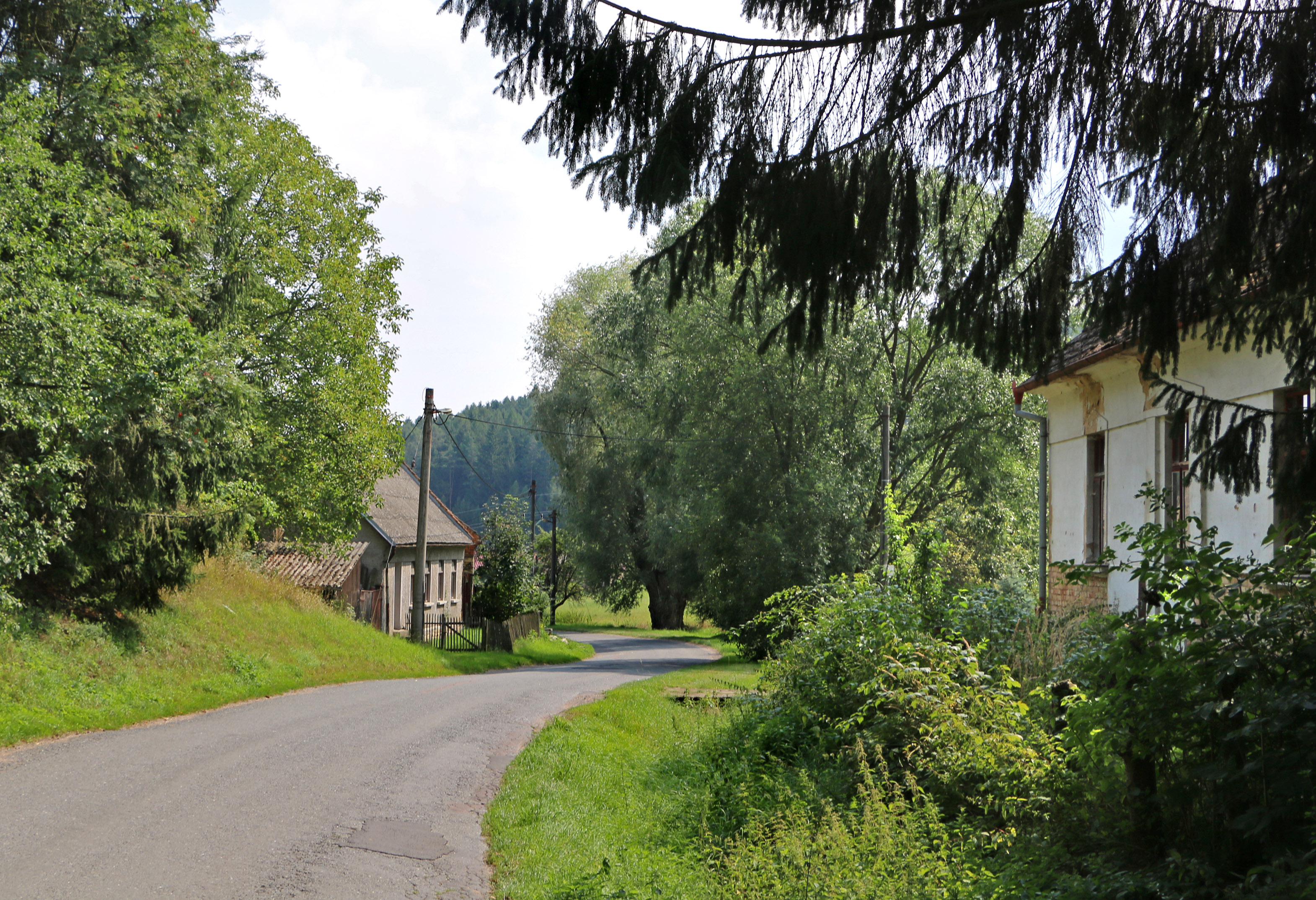
Janůvky : côté est.
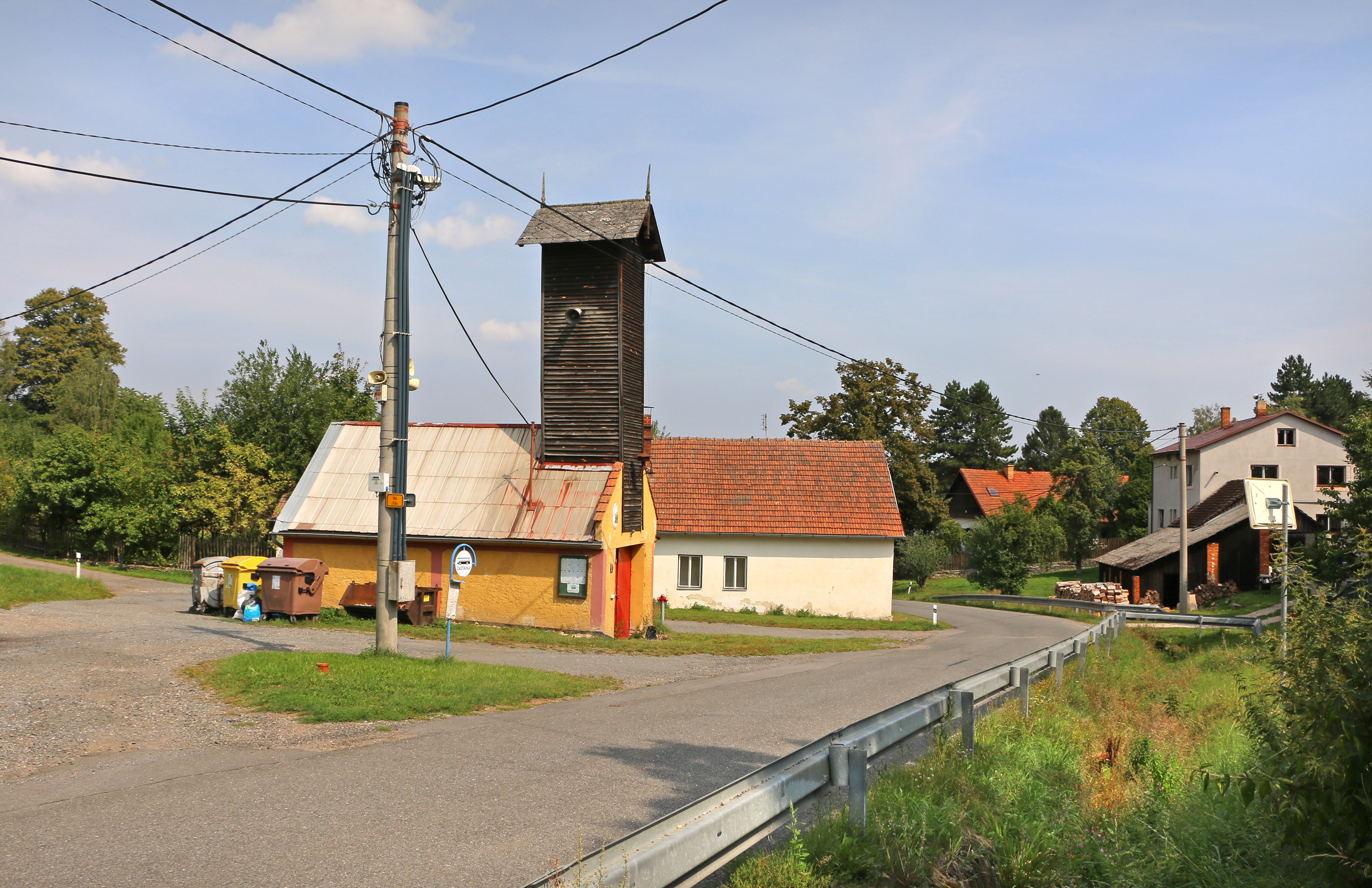
Janůvky : centre du village.

## Transports
Par la route, Janůvky se trouve à 14 km de Moravská Třebová, à 22 km de Svitavy, à 111 km de Pardubice et à 223 km de Prague. 